# Воронец, Дмитрий Николаевич
Дмитрий Николаевич Воронец (20 октября (1 ноября) 1852 — 26 мая 1932) — генерал от инфантерии Российской императорской армии; участник Русско-японской войны. После октябрьской революции перешёл на службу в Белую армию.

## Биография
Родился 20 октября 1852 года в офицерской семье потомственных дворян Смоленской губернии. В 1869 году окончил частное учебное заведение с гимназическим курсом.
В Российской императорской армии с 29 августа 1869 года. В 1872 году окончил Михайловское артиллерийское училище, из которого был выпущен подпоручиком в 14-ю артиллерийскую бригаду со старшинством с 17 июня 1872 года. Произведён в поручики со старшинством с 14 февраля 1874 года, в штабс-капитаны — с 9 декабря 1876 года. В 1878 году окончил Николаевскую академию Генерального штаба по 2-му разряду. С 19 июля по 2 сентября 1878 года состоял при штабе Одесского военного округа. 8 сентября 1878 года зачислен в Генеральный штаб и назначен старшим адъютантом штаба 15-й пехотной дивизии. 18 декабря 1878 года получил чин капитана.
С 28 мая 1881 года по 14 января 1888 года состоял штаб-офицером для поручений при штабе Одесского военного округа (по другим данным — с 13 декабря 1883 года по 11 октября 1886 года являлся начальником штаба 8-й кавалерийской дивизии). Произведён в подполковники со старшинством с 28 марта 1882 года, в полковники произведён «за отличие по службе» 24 марта 1885 года. С 14 сентября 1886 года по 14 октября 1887 года отбывал цензовое командование батальоном в 59-м пехотном Люблинском полку. C 14 января 1888 года состоял в числе штаб-офицеров Генерального штаба, положенных по штату при Главном штабе.
15 сентября 1889 года назначен начальником штаба 2-й казачьей сводной дивизии. С 2 августа 1891 года по 4 сентября 1896 года был начальником Одесского пехотного юнкерского училища. С 4 сентября 1896 года по 22 июня 1898 года был командиром 56-го пехотного Житомирского полка. 22 июня 1898 года «за отличие по службе» произведён в генерал-майоры и назначен начальником штаба Новогеоргиевской крепости. 23 октября 1899 года назначен начальником штаба помощника командующего войсками Варшавского военного округа по управлению Варшавским укрепленным районом. С 3 августа 1900 года по 4 мая 1902 года был начальником 6-й Восточно-Сибирской стрелковой бригады.
4 мая 1902 года назначен исправляющим должность коменданта Владивостокской крепости. Перед и во время русско-японской войны предпринимал все доступные ему способы для усиления обороны крепости от непосредственного нападения противника. По итогам его руководства обороноспособность недостроенной к началу войны крепости за 1904—1905 год увеличилась в несколько раз. 15 октября 1904 года «за отличие по службе» произведён в генерал-лейтенанты с утверждением в должности коменданта крепости.
С 25 января по 24 мая 1905 года находился в распоряжении военного министра. 24 мая 1905 года назначен начальником 33-й пехотной дивизии. С 19 июля 1909 года по 19 октября 1914 года являлся генералом для поручений при начальнике Генерального штаба. С 19 октября 1914 года по 11 августа 1916 года был исправляющим должность начальника штаба Туркестанского военного округа. 11 августа 1916 года вновь назначен генералом для поручений при начальнике Генерального штаба. 27 апреля 1917 года произведён в чин генерала от инфантерии и уволен от службы по болезни, с мундиром и пенсией.
После октябрьской революции присоединился к Белому движению, служил в Вооружённых силах Юга России. В 1920 году эмигрировал в Югославию. Позже переехал в Париж, где в 1928—1929 годах читал лекции по осетинскому языку в Школе восточных языков. Умер 26 мая 1932 года, похоронен на кладбище Вальми в Париже.

## Семья
Дмитрий Николаевич Воронец был женат на Ольге Васильевне, ур. Резниченко (1864—1943). В браке имел троих детей: Михаила (1885—1957, дипломат, эмигрировал в Великобританию), Татьяну (ум. 1943) и Ольгу (1892—1978).

## Награды
Дмитрий Николаевич Воронец был награждён следующими орденами:
- Орден Святого Владимира 2-й степени (6 декабря 1913);
- Орден Святого Владимира 3-й степени (6 декабря 1901);
- Орден Белого орла (17 мая 1915);
- Орден Святой Анны 1-й степени (6 декабря 1910);
- Орден Святой Анны 2-й степени (1895);
- Орден Святой Анны 3-й степени (1883);
- Орден Святого Станислава 1-й степени (6 декабря 1906);
- Орден Святого Станислава 2-й степени (1890);
- Орден Святого Станислава 3-й степени (1880).